# Rhynchoglossum borneense
Rhynchoglossum borneense är en tvåhjärtbladig växtart som beskrevs av Elmer Drew Merrill. Rhynchoglossum borneense ingår i släktet Rhynchoglossum och familjen Gesneriaceae. Inga underarter finns listade i Catalogue of Life.